# Pio Turroni
Pour les articles homonymes, voir Turroni.
Pio Turroni (1906-1983) est un maçon, carreleur, mosaïste et militant antifasciste anarchiste italien.
En 1923, il fuit la répression du régime fasciste italien et s'exile en Belgique puis en France.
Il participe à la révolution sociale espagnole de 1936. Il s'engage dans la colonne Ascaso et combat sur le front d'Aragon où il est blessé à deux reprises.
Actif dans les réseaux internationaux de soutien aux prisonniers politiques antifascistes tel Giustizia e Libertà, il est incarcéré de novembre 1939 à mars 1940 à la prison militaire du Fort Saint-Nicolas (Marseille).
Libéré faute de preuves, il vit dans la clandestinité, avant d'être à nouveau arrêté. Interné, il s'évade deux fois lors des transferts vers le camp du Vernet. En 1941, il réussit finalement à rejoindre le Mexique via l'Afrique du Nord.
En 1943 à Mexico, il est recruté comme « agent politique » par les services secrets britanniques du Special Operations Executive et rejoint Londres, puis l'Italie dans le sillage des armées alliées.
Avec, notamment Giovanna Berneri, il est parmi les reconstructeurs du mouvement libertaire italien après la Seconde Guerre mondiale. De 1946 jusqu'à sa mort, en avril 1982, il édite la revue mensuelle Volontà.

## Biographie
Il nait le 30 mai 1906 à Cesena (Émilie-Romagne) dans une famille d’antifascistes connus des services de police italiens
Il s'engage très jeune dans le mouvement libertaire après avoir participé à un meeting d’Errico Malatesta venu à Cesena en 1920.

### Antifascisme et exil
En octobre 1923, après la prise du pouvoir par les fascistes italiens, il fuit le pays pour se réfugier en Belgique où il travaille comme maçon.
C'est en 1926, ou peut-être en 1927, qu'il arrive à Paris, où il participe activement aux manifestations parisiennes de protestation contre l'exécution des anarchistes italo-américains Sacco et Vanzetti, par chaise électrique dans la nuit du 22 au 23 août 1927.
En 1933, il s’installe à Brest où il anime le Gruppo Edizioni Libertarie fondé par Camillo Berneri. Cette petite maison d'édition publiera notamment L’Operaiolatria de Berneri et La Guerra che viene de Simone Weil. Il y anime également une coopérative de maçonnerie artisanale pour venir en aide à d'autres exilés antifascistes italiens.
Revenu à Paris en 1935, il assiste Nestor Makhno jusqu’à sa mort, le 25 juillet 1934.

### Révolution sociale espagnole et résistance
À la suite du soulèvement nationaliste des 17 et 18 juillet 1936 en Espagne, lors de la révolution sociale, en septembre, il s'enrôle dans la section italienne de la colonne Ascaso, et combat sur le front d'AragonL. ors des combats, il est blessé à deux reprises (en octobre 1936 et mars 1937). Il rejoint Barcelone le 3 mai 1937, où il désigné avec Emilio Canzi (it) comme représentant des anarchistes italiens. C'est en protagoniste, qu'il vit en direct les durs affrontements des journées de mai 1937 à Barcelone.
De retour à Marseille en septembre 1937, en relation avec des militants italiens et internationaux, et le soutien de la Confédération nationale du travail (Espagne), il contribue à la préparation de plusieurs projets attentats contre Mussolini dont aucun n'aboutit.
Fin 1938 et début 1939, il est parmi les fondateurs du Comité Anarchico Pro Vittime Politiche de Marseille (avec notamment Étienne Chauvet) qui organise le secours et l’assistance aux libertaires italiens prisonniers des camps de rétention administrative des Pyrénées-Orientales. Dans le camp de Saint-Cyprien et le camp de concentration d'Argelès-sur-Mer sont formés par des détenus, des Comités Pro Vittime Politiche internes.

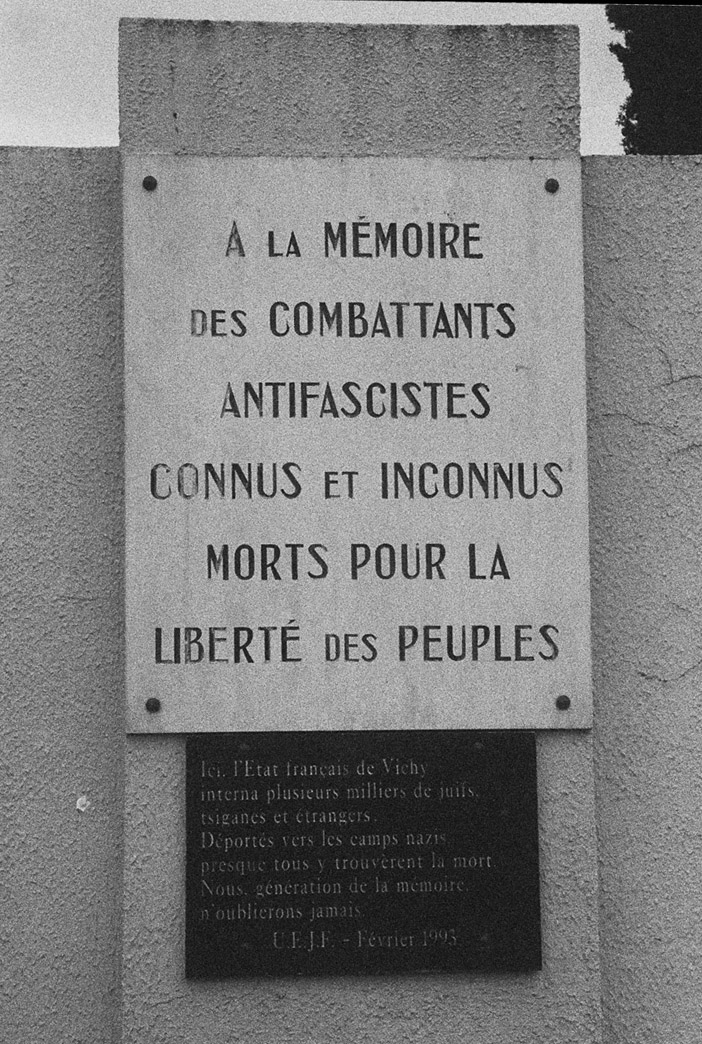
Plaque commémorative à l'entrée du Camp du Vernet (Ariège).

### Seconde Guerre mondiale
En novembre 1939, du fait de ses activités antifascistes et de ses relations régulières avec l'italo-suisse Luigi Bertoni de Genève (transferts d'argent pour l'action en faveur des prisonniers), il est arrêté et incarcéré au Fort Saint-Nicolas (Marseille). Il est libéré le 11 mars 1940 à la délivrance d’un non-lieu concluant : « il est incontestable que Turroni constituait l’un des rouages d’une vaste organisation à tendances extrémistes, mais son activité quelque opportune qu’elle puisse paraître ne semble pas tomber sous le coup de l’inculpation dont il est l’objet ».
Libéré, il fait l'objet d'un ordre d'expulsion du territoire français. Il vit dans la clandestinité jusqu’à son arrestation le 8 juillet 1940. Il est alors écroué à la prison Saint-Pierre de Marseille avant d'être transféré dans différents camps de détention.
Le 26 octobre 1940, il s'évade avec six autres détenus, du camp de triage du Brébant Marseillais avant son transfert pour le camp du Vernet.
Avec l'appui d'Emilio Lussu et du groupe de résistance Giustizia e Libertà, il obtient un passeport d’apatride délivré par le consulat mexicain.
En attente de la possibilité d’embarquer pour le Mexique, c'est à nouveau dans la clandestinité qu’il est arrêté le 18 décembre 1940 et incarcéré à la prison Chave de Marseille jusqu’au 9 janvier 1941.
Après plusieurs tentatives, il embarque vers Algérie en janvier 1941. en compagnie du futur député Leo Valiani. Arrivés à Oran, ils passent au Maroc avec l’aide de résistants français. Durant les années précédentes, il a côtoyé et connait des membres des noyaux anarchistes existant en Algérie et au Maroc, réseaux qui aident notamment les italiens de Giustizia e Libertà à arriver à Casablanca, seule enclave « libre » à partir de laquelle la fuite par bateau est encore possible.

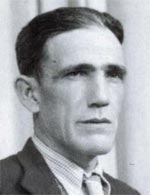
Cipriano Mera en 1940.

À l’initiative du Comité international de la Croix-Rouge de Genève, un navire portugais, le Serpa Pinto, battant pavillon neutre, effectue deux voyages par an vers l'Amérique au départ de Casablanca. De la fin janvier à novembre 1941, il vit clandestinement à Casablanca où il travaille, vraisemblablement dans le bâtiment. C’est durant ce séjour qu’il fait la connaissance de Cipriano Mera avec qui il entretiendra une correspondance suivie après 1945. 
En décembre 1941, il débarque à Veracruz, au Mexique, où il réside jusqu'en mars 1943.
À Mexico, il est approché et recruté par l'agent des services britanniques Massimo Salvadori (en). Commence alors un périple qui le mène à Londres où, semble-t-il, il est interné dans un camp pour interrogatoires. En août, il est transporté par avion dans une base militaire en Algérie. De cette période jusqu'à 1945, il est considéré comme un agent « politique » des Special Operations Executive (Direction des opérations spéciales).
À la fin de 1943, il rentre en Italie, où il part à la recherche des anarchistes vivants dans les zones libérées par les armées alliées dans le but de rétablir les contacts nécessaires à la reprise du mouvement libertaire local.

### Reconstruction du mouvement libertaire
De retour en Italie fin 1943, à Naples, il fonde avec notamment Giovanna Berneri, l'Alleanza dei Gruppi Libertari qui publie le journal Rivoluzione libertaria.
De 1946 jusqu'à sa mort, en avril 1982, il édite la revue mensuelle Volontà